# Mykilśke (obwód ługański)
Mykilśke (ukr. Микільське) – wieś na Ukrainie, w obwodzie ługańskim, w rejonie starobielskim, w hromadzie Miłowe. W 2001 liczyła 1566 mieszkańców, wśród których 1437 wskazało jako ojczysty język ukraiński, 93 rosyjski, 1 białoruski, 1 ormiański, a 34 inny.